# Ingolf U. Dalferth
Ingolf Ulrich Dalferth (* 9. Juli 1948 in Stuttgart) ist ein deutscher Religionsphilosoph und evangelischer Theologe. Er gilt als methodischer Grenzgänger zwischen Analytischer Philosophie, Hermeneutik und Phänomenologie und ist ein ausgewiesener Experte der zeitgenössischen Religions- und Orientierungsphilosophie.

## Leben
Ingolf U. Dalferth studierte in Tübingen, Edinburgh, Wien und Cambridge Theologie, Philosophie und Linguistik. Nach Promotion und Habilitation in Theologie an der Universität Tübingen hatte er verschiedene Stellen als Studieninspektor am Evangelischen Stift Tübingen, als Lecturer in Durham und als Professor in Tübingen, Uppsala und Frankfurt am Main inne. Von 1995 bis 2013 war er Professor für Systematische Theologie, Symbolik und Religionsphilosophie an der Universität Zürich und von 1998 bis 2012 Direktor des Instituts für Hermeneutik und Religionsphilosophie der Universität Zürich. Von 2007 bis 2020 war er Danforth Professor of Philosophy of Religion an der Claremont Graduate University in Kalifornien. Seit 2013 ist er Emeritus an der Universität Zürich, seit 2020 Emeritus an der Claremont Graduate University.
Von 1987 bis 1989 war er Hulsean Lecturer an der University of Cambridge, 1995 Samuel Ferguson Lecturer an der Manchester University, von 2004 bis 2009 Fellow am Collegium Helveticum in Zürich, von 2005 bis 2006 Fellow am Wissenschaftskolleg zu Berlin, 2008 Bapsybanoo Marchioness of Winchester Lecturer an der University of Oxford. 2019 gab er die Prabhu Interfaith, Peace and Justice Lecture at Cal State Los Angeles, 2020 (zusammen mit Claudia Welz) die Tillich-Lecture 2020 in Frankfurt am Main, 2021 die Davide Zordan Lecture in Trient und 2022 die Marsilius-Vorlesung in Heidelberg.
Von 1986 bis 1988, von 1996 bis 1998 und von 2004 bis 2006 war er Präsident der Europäischen Gesellschaft für Religionsphilosophie, von 1999 bis 2008 Gründungspräsident der Deutschen Gesellschaft für Religionsphilosophie. 2015/16 war er Präsident der Society for the Philosophy of Religion in den USA, 2020 der erste IRF-Fellow am Institut für Religionsphilosophische Forschung der Goethe-Universität Frankfurt am Main und 2023 Fellow am Stellenbosch Institute for Advanced Study in South Africa.
Von 2000 bis 2020 war er der Hauptherausgeber der Theologischen Literaturzeitung (Leipzig) sowie von Religion in Philosophy and Theology (Tübingen).

## Werk
Schwerpunkte der Forschungstätigkeit von Dalferth sind christologische, ekklesiologische und methodologische Themen der Systematischen Theologie, Kirche und Ökumene (Anglikanismus), Religionsphilosophie (Analytische Religionsphilosophie, Phänomenologie) und philosophische Theologie, Semiotik, Sprachphilosophie und Hermeneutik (Zeichentheorie, Sprachprozesse, Verstehensformen) sowie Emotionen, Passionen, Vertrauen, Gebet, Böses und Übel. Zu seinem Arbeitsbereich gehören auch verschiedene Funktionen innerhalb der schweizerischen und deutschen Kirche sowie in der Ökumene.
Ein wichtiges Anliegen ist das Definieren von Grundbegriffen. Die evangelische Theologie ist laut Dalferth „die praktische Kunst, durch Unterscheidungen im Denken darüber zu orientieren, wie Menschen sich im Leben an letzter Gegenwart bzw. Wirklichkeit orientieren“, und er meint, dass Wissenschaft am ehesten „als erklärende Wissenschaft verstanden wird, als die empirisch oder historisch verfahrende Bemühung also, eine Vielzahl verschiedener Phänomene durch Rückführung auf zugrundeliegende Regeln oder Gesetzmäßigeiten einheitlich zu erklären“.

## Mitgliedschaften
- Ingolf U. Dalferth ist unter anderem Mitglied der American Academy of Religion, der Deutschen Gesellschaft für Religionsphilosophie (Gründungspräsident 1999–2008), des Forum Kirche und Theologie, der European Academy of Religion, der European Society for the Philosophy of Religion (Präsident 1986–1988; 1996–1998; 2004–2006), des 2020 gegründeten Netzwerks Wissenschaftsfreiheit[2], des Søren Kierkegaard Research Centre (Copenhagen), der Society for Philosophy of Religion/USA (Präsident 2015–2016), und des Theologischen Arbeitskreises Pfullingen.[3]

## Schriften (Auswahl)
- Religiöse Rede von Gott. Studien zur Analytischen Religionsphilosophie und Theologie, München 1981.
- Existenz Gottes und christlicher Glaube. Skizzen zu einer eschatologischen Ontologie, München 1984.
- Theology and Philosophy, Oxford 1988.
- Kombinatorische Theologie. Probleme theologischer Rationalität, QD 130, Herder, Freiburg u. a. 1991. ISBN 3-451-02130-7.
- Gott. Philosophisch-theologische Denkversuche, Tübingen 1992.
- Jenseits von Mythos und Logos. Die christologische Transformation der Theologie, Freiburg u. a. 1993.
- Der auferweckte Gekreuzigte. Zur Grammatik der Christologie. Mohr, Tübingen 1994. ISBN 3-16-146296-3.
- Gedeutete Gegenwart. Zur Wahrnehmung Gottes in den Erfahrungen der Zeit, Tübingen 1997.
- Auf dem Weg der Ökumene. Die Gemeinschaft evangelischer und anglikanischer Kirchen nach der Meissener Erklärung, Leipzig 2002.
- Die Wirklichkeit des Möglichen. Hermeneutische Religionsphilosophie, Tübingen 2003.
- Evangelische Theologie als Interpretationspraxis. Eine systematische Orientierung, Evangelische Verlagsanstalt, Leipzig 2004. ISBN 978-3-374-02120-8.
- Becoming Present. An Inquiry into the Christian Sense of the Presence of God, Leuven/Paris/Dudley 2006.
- Das Böse. Essay über die kulturelle Denkform des Unbegreiflichen, Mohr Siebeck, Tübingen 2006. ISBN 978-3-16-149031-6.
- Leiden und Böses. Vom schwierigen Umgang mit Widersinnigem, Evangelische Verlagsanstalt, Leipzig 2006. ISBN 978-3-374-02411-7.
- Bibel in gerechter Sprache? Kritik eines misslungenen Versuchs, Mohr Siebeck, Tübingen 2007. ISBN 978-3-16-149448-2.
- Malum. Theologische Hermeneutik des Bösen, Tübingen 2008. ISBN 978-3-16-149447-5.
- Radikale Theologie. Glauben im 21. Jahrhundert, Evangelische Verlagsanstalt, Leipzig 2010. ISBN 978-3-374-02786-6.
- Die Kontingenz des Bösen, in: Das Böse. Drei Annäherungen, hrsg. von dem Forschungsinstitut für Philosophie Hannover, Freiburg i. Br. 2011 (daneben die Beiträge von Karl Kardinal Lehmann, Die Frage nach dem Ursprung des Bösen, und von Navid Kermani, Islamische Deutungen des Unheils auf der Welt), S. 9–52. ISBN 978-3-451-34057-4.
- Umsonst. Eine Erinnerung an die kreative Passivität des Menschen, Tübingen: Mohr Siebeck 2011. ISBN 978-3-16-150940-7.
- Selbstlose Leidenschaften. Christlicher Glaube und menschliche Passionen, Tübingen: Mohr Siebeck 2013. ISBN 978-3-16-152528-5.
- Transzendenz und säkulare Welt, Tübingen: Mohr Siebeck 2015. ISBN 978-3-16-153836-0.
- Creatures of Possibility: The Theological Basis of Human Freedom, Grand Rapids: Baker Academic 2016, ISBN 978-0-8010-9810-9.
- Hoffnung (Grundthemen der Philosophie), Berlin: de Gruyter 2016, ISBN 978-3-11-049467-9.
- Radical Theology: An Essay on Faith and Theology in the Twenty-First Century, Minneapolis, MN: Fortress Press 2016, ISBN 978-1-4514-8881-4.
- God first: Die reformatorische Revolution der christlichen Denkungsart, Leipzig: EVA 2018, ISBN 978-3-374-05652-1.
- Wirkendes Wort: Bibel, Schrift und Evangelium im Leben der Kirche und im Denken der Theologie, Leipzig: EVA 2018, ISBN 978-3-374-05648-4.
- Die Kunst des Verstehens. Grundzüge einer Hermeneutik der Kommunikation durch Texte, Tübingen: Mohr Siebeck 2018, ISBN 978-3-16-155623-4.
- Transcendence and the Secular World: Life in orientation to ultimate presence, Translated by Jo Bennet, Tübingen: Mohr Siebeck 2018.
- Sünde: Die Entdeckung der Menschlichkeit: Leipzig: EVA 2020.
- Das Böse. Essay über die kulturelle Denkform des Unbegreiflichen, 2., durchgesehene Aufl. Mohr Siebeck, Tübingen 2010. ISBN 978-3-16-150489-1.
- Gegenwart. Eine philosophische Studie in theologischer Absicht, Tübingen: Mohr Siebeck 2021. ISBN 978-3-16-160658-8.
- Deus Praesens. Gottes Gegenwart und christlicher Glaube, Tübingen: Mohr Siebeck 2021. ISBN 978-3-16-160657-1.
- The Priority of the Possible. Outlines of a Contemplative Philosophy of Orientation, Newcastle upon Tyne: Cambridge Scholars Publishing 2021. ISBN 978-1-5275-7321-5.
- Die Krise der öffentlichen Vernunft. Über Demokratie, Urteilskraft und Gott, Leipzig: EVA 2022. ISBN 978-3-374-07056-5.
- Illusionen der Unmittelbarkeit. Über einen missverstandenen Modus der Lebenswelt, Tübingen: Mohr Siebeck 2022. ISBN 978-3-16-161880-2.
- Auferweckung. Plädoyer für ein anderes Paradigma der Christologie, Leipzig: EVA 2023. ISBN 978-3-374-07360-3.
- The Passion of Possibility: Studies on Kierkegaard’s Post-Metaphysical Theology, Berlin/Boston: Walter de Gruyter 2023. ISBN 978-3-11-102330-4.
- We: Humanity, Community, and the Right to Be Different, Tübingen: Mohr Siebeck 2024. ISBN 978-3-16-163890-9 / eISBN 978-3-16-163891-6.
- The Mystery of Existence: Philosophy of Religion and the Existential Turn, Leipzig: EVA 2025. ISBN 978-3-374-07925-4 / eISBN 978-3-374-07926-1.

## Ehrungen
- 2005: Ehrendoktor der Universität Uppsala
- 2006: Ehrendoktor der Universität Kopenhagen
- 2017–2018: Leibniz-Professur der Universität Leipzig[4]
- 2022: Marsilius-Medaille für die Förderung des Gesprächs zwischen den Wissenschaftskulturen der Universität Heidelberg